# Helle Stangerup
Pour les articles homonymes, voir Stangerup.
Helle Stangerup, née le 30 octobre 1939 à Frederiksberg dans la région de l'Hovedstaden au Danemark, et morte le 29 mars 2015, est une romancière danoise, connu principalement en France pour ses romans policiers publiés au sein de la collection Un mystère à la fin des années 1960 et au début des années 1970.

## Biographie
Naissance à Frederiksberg. Son père est le romancier, professeur de philosophie et critique littéraire Hakon Stangerup (da) (1908-1976) et sa mère l'actrice du théâtre royal de Copenhague Betty Söderberg (da) (1910-1993). Elle est la sœur de l’écrivain Henrik Stangerup.
Diplômée en droit, elle débute comme romancière en 1967 avec Gravskrift for Rødhætte, un roman policier traduit au sein de la collection Un mystère en 1968 sous le titre Épitaphe pour une robe rouge. Elle écrit cinq autres récits policiers matinées de thriller et connaît deux nouvelles traductions en langue française. La parution du roman Christine marque un tournant dans la carrière de l’auteur qui s’oriente alors vers le roman historique.

## Œuvre

### Romans
- Gravskrift for Rødhætte (1967) Publié en français sous le titre Épitaphe pour une robe rouge, Paris, Presses de la Cité, Un mystère, 2e série no 74, 1968.
- Gule handsker (1968)
- Spejldans (1969) Publié en français sous le titre Danse devant un mur, Paris, Presses de la Cité, Un mystère, 3e série no 60, 1970.
- Diamanter er dydens løn (1970) Publié en français sous le titre La Rosière grimpante, Paris, Presses de la Cité, Un mystère, 3e série no 146, 1971.
- Solsikkerne (1972)
- Ulvetid (1980)
- Christine (1985)
- Spardame (1989)
- Sankt Markus nat (1992)
- Tidens bord (2001)
- Skæbnegalleriet (2006)
- En forskers død (2010)

## Source
- (da) Cet article est partiellement ou en totalité issu de l’article de Wikipédia en danois intitulé « Helle Stangerup » (voir la liste des auteurs).